# Emberiza impetuani
Emberiza impetuani là một loài chim trong họ Emberizidae.